# Ján Bátik
Ján Bátik (17 de enero de 1986) es un deportista eslovaco que compitió en piragüismo en la modalidad de eslalon.
Ganó seis medallas en el Campeonato Mundial de Piragüismo en Eslalon entre los años 2007 y 2017, y seis medallas en el Campeonato Europeo de Piragüismo en Eslalon entre los años 2008 y 2016.

## Palmarés internacional
| Campeonato Mundial | Campeonato Mundial             | Campeonato Mundial | Campeonato Mundial |
| Año                | Lugar                          | Medalla            | Competición        |
| ------------------ | ------------------------------ | ------------------ | ------------------ |
| 2007               | Foz do Iguaçu (Brasil)         | Medalla de bronce  | C2 por equipos     |
| 2009               | Seo de Urgel (España)          | Medalla de oro     | C2 por equipos     |
| 2011               | Bratislava (Eslovaquia)        | Medalla de plata   | C2 por equipos     |
| 2013               | Praga (República Checa)        | Medalla de plata   | C2 por equipos     |
| 2014               | Deep Creek (Estados Unidos)    | Medalla de plata   | C2 por equipos     |
| 2017               | Pau (Francia)                  | Medalla de bronce  | C2 por equipos     |
| Campeonato Europeo |                                |                    |                    |
| Año                | Lugar                          | Medalla            | Competición        |
| 2008               | Cracovia (Polonia)             | Medalla de bronce  | C2 por equipos     |
| 2011               | Seo de Urgel (España)          | Medalla de bronce  | C2 por equipos     |
| 2014               | Viena (Austria)                | Medalla de oro     | C2 por equipos     |
| 2015               | Markkleeberg (Alemania)        | Medalla de oro     | C2 por equipos     |
| 2016               | Liptovský Mikuláš (Eslovaquia) | Medalla de oro     | C2 individual      |
| 2016               | Liptovský Mikuláš (Eslovaquia) | Medalla de oro     | C2 por equipos     |